# Walter Hendl
Walter Hendl (12 de enero de 1917 – 10 de abril de 2007) fue un director de orquesta, compositor y pianista estadounidense.

## Biografía
Hendl nació en West New York (Nueva Jersey) en 1917. Estudió en el Institudo de Música Curtis de Filadelfia, donde recibió clases de dirección de orquesta de Fritz Reiner. De 1939 a 1941 enseñó en la Universidad Sarah Lawrence de Nueva York. En 1941 y 1942, fue pianista y director en el Berkshire Music Center con Serge Koussevitzky. En 1945, se convirtió en director asociado de la Orquesta Filarmónica de Nueva York . En 1949, fue nombrado director musical de la Orquesta Sinfónica de Dallas, cargo que ocupó hasta 1958. En 1963, Hendl se convirtió en director musical de la Orquesta Sinfónica de Chautauqua . Permaneció en Chautauqua hasta que una enfermedad temporal requirió su dimisión en 1972. También participó activamente en la Orquesta Sinfónica de la NBC y dirigió su gira de 1955 por el este de Asia .
En 1958, Reiner nombró a Hendl director asociado de la Orquesta Sinfónica de Chicago, puesto que ocupó hasta 1964. Al mismo tiempo, fue el primer director artístico del Festival de Ravinia y trabajó allí desde 1959 hasta 1963. Dejó la Orquesta Sinfónica de Chicago en 1964. De 1964 a 1972, Hendl se desempeñó como director de la Escuela de Música Eastman en Rochester (Nueva York), así como también fue asesor musical de la Orquesta Filarmónica de Rochester y su director a tiempo parcial.
En 1976, Hendl fue nombrado director musical de la Filarmónica de Erie en Erie (Pensilvania) . En 1990, se convirtió en profesor de dirección en Mercyhurst College en Erie. Defensor de la música contemporánea, dirigió los estrenos de la Sinfonía n.º 3 de Peter Mennin con la Orquesta Filarmónica de Nueva York en 1947, el Concierto para piano n.º 3 de Bohuslav Martinů con Rudolf Firkušný y la Sinfónica de Dallas en 1949, Villa-Lobos 2 con Aldo Parisot y la Orquesta Filarmónica de Nueva York en 1954, y el estreno americano del Réquiem de Kabalevsky con estudiantes de la Escuela Eastman en 1965. Compuso música incidental para diversas producciones teatrales y realizó varias transcripciones orquestales.
Fue nombrado patrocinador nacional de Delta Omicron, una fraternidad musical profesional internacional el 1 de diciembre de 1960.
Dirigió en numerosas grabaciones para RCA Victor, Entre los discos más vendidos se encuentran los conciertos para violín con Jascha Heifetz, Henryk Szeryng y Erick Friedman y conciertos para piano con Van Cliburn y Gary Graffman.
Hendl falleció en Harborcreek (Pensilvania), tras sufrir una enfermedad cardiaca y pulmonar.